# 摩尔达维亚共产党
摩尔达维亚共产党（俄語：Коммунистическая партия Молдавии）是苏联共产党在摩尔达维亚苏维埃社会主义共和国的分支。1940年8月15日，该党成立，取名为摩尔达维亚共产党（布尔什维克）。1952年10月，随着全联盟共产党（布尔什维克）改名为苏联共产党，该党也相应改名为摩尔达维亚共产党。八一九事件后的1991年8月23日，摩尔多瓦当局禁止该党活动并没收其财产。1993年，摩尔多瓦议会解除禁止摩尔达维亚共产党活动的法令。不久，共产党的组织重建，定名为摩尔多瓦共和国共产党人党。

## 历任第一书记
- 彼得·鲍罗廷（1940年9月4日－1942年7月9日）
- 尼基塔·萨洛戈尔（1942年7月9日－1946年7月18日）
- 尼古拉·科瓦利（1946年7月20日－1950年7月6日）
- 列昂尼德·勃列日涅夫（1950年7月6日－1952年10月25日）
- 德米特里·格拉德基（1952年10月25日－1954年2月6日）
- 济诺维·谢尔久克（1954年2月6日－1961年5月29日）
- 伊万·鲍久尔（1961年5月29日－1980年12月22日）
- 谢苗·格罗苏（1980年12月22日－1989年11月16日）
- 彼得魯·盧欽斯基（1989年11月16日－1991年2月5日）
- 格里戈雷·叶列梅（1991年2月5日－1991年8月23日）